# Electrocutioner
Electrocutioner è un personaggio dei fumetti DC Comics. La versione corrente comparve per la prima volta in Detective Comics n. 644 (maggio 1992) e fu creata da Chuck Dixon, Tom Lyle e Scott Hanna.

## Biografia del personaggio

### Buchinsky
Il fratello senza nome di Lester Buchinsky fu il primo Electrocutioner. Lester ne prese successivamente l'identità.

### Sconosciuto
Il secondo Electrocutioner utilizzò un costume truccato che generava una scarica elettrica letale contro i criminali (inclusi Cannon & Saber), ma si nascondeva da Batman, che non ne condivideva l'estrema giustizia. Fu successivamente ucciso dal Vigilante (Adrian Chase).

### Lester Buchinsky
Lavorando inizialmente per la causa della giustizia come il primo Electrocutioner, Lester Buchinsky divenne un criminale ed un mercenario. Eccessivamente dipendente dalla sua abilità di creare scariche elettriche, l'Electrocutioner si scontrò con Batman, Robin e Nightwing. In almeno una storia, lavorando con Cluemaster per rubare una macchina pesantemente blindata carica di soldi, Spoiler lavorò per opporglisi. Ironicamente, si scoprì che Spoiler era la figlia di Cluemaster. La stupidità del secondo partner di Lester, un bruto gigantesco che mancava di intelligenza, intralciò i loro piani. Per qualche tempo, Lester fu spesso visto come impiegato del boss del crimine di Blüdhaven, Blockbuster.
Durante Crisi infinita, Lester divenne un membro della Società segreta dei supercriminali.
Durante la 34ª settimana di 52, l'Electrocutioner comparve come parte dell'operazione della Suicide Squad contro Black Adam.

## Poteri e abilità
Il costume dell'Electrocutioner possiede un sistema di circuiti che gli permettono di uccidere o paralizzare i suoi nemici con delle scariche elettriche con la sola volontà.

## Altri media

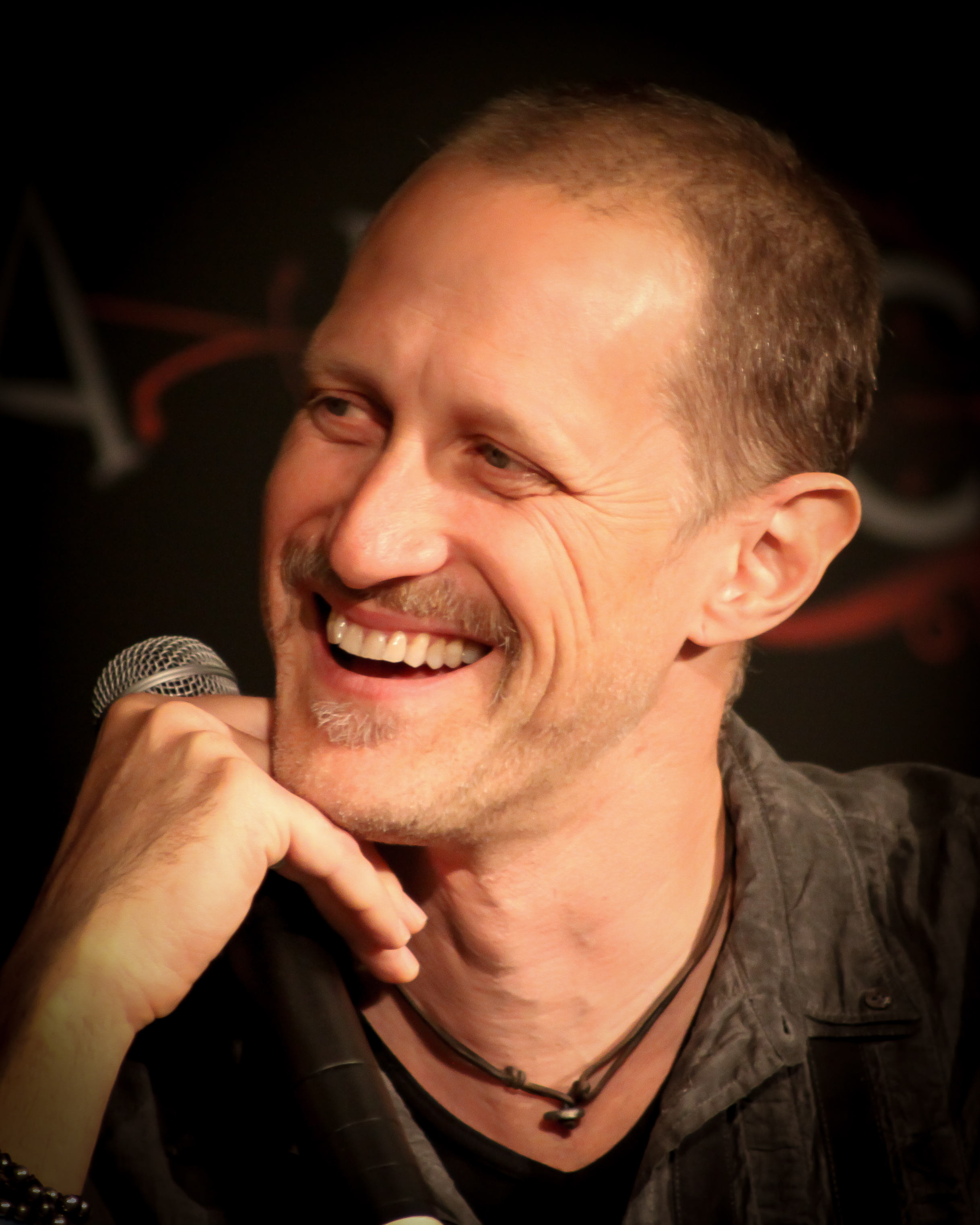
Christopher Heyerdahl, interpreta Electrocutioner nella serie televisiva Gotham

### Televisione
- In Justice League Unlimited il personaggio compare negli episodi Il gatto e il canarino, La più grande rapina di tutti i tempi e Il sopravvissuto. Viene visto al Meta-Brawl di Roulette mentre si scontra con Bloodsport e in seguito come membro della Società Segreta.
- Electrocutioner, alias Jack Buchinsky, compare anche nella serie televisiva Gotham, che vede come protagonista un giovane James Gordon. Nella serie interpreta un criminale rinchiuso nell'istituto psichiatrico di Arkham, dal quale evade insieme al suo complice Aaron Danzig. Gordon lo affronta e infine riesce a catturare sia lui che Helzinger. Il personaggio è interpretato da Christopher Heyerdahl.

### Videogiochi
- Nel videogioco ispirato al film di Batman prodotto dalla Nintendo, Electrocutioner era il boss del terzo livello e aveva un braccio a forma di spada elettrica che utilizzava per scagliare dei proiettili ad alto voltaggio. Insieme a Killer Moth e Firebug era uno dei supercriminali che lavorava per il Joker.
- Electrocutioner compare nel videogioco Batman: Arkham Origins come uno degli otto assassini assoldati da Maschera Nera (in realtà Joker sotto mentite spoglie) per eliminare Batman, sulla cui testa è stata messa una taglia da 50 milioni di dollari. Buchinsky viene affrontato da Batman nella nave-cisterna Final Offer, di proprietà del Pinguino, dove si svolgono combattimenti clandestini. Batman lo affronta e lo sconfigge con un sol colpo, a causa della sua avventatezza e superficialità; riesce tuttavia a fuggire e si ritrova con gli altri assassini rimasti presso il Royal Hotel dopo essere stati convocati da Maschera Nera per un appuntamento (durante tale rendez-vous Buchinsky non si dimostra molto interessato poiché durante il discorso di Joker/Maschera Nera lo si nota giocare col cellulare). Durante la riunione il Joker rivelerà per la prima volta il suo volto agli assassini e ucciderà Buchinsky, dando un calcio alla sedia con ruote su cui è seduto e fancedolo cadere dal quarantesimo piano del palazzo in cui si trovano. Batman ne troverà il cadavere e da esso raccoglierà i guanti ad elettricità, che continuerà ad usare come arma e non solo nel resto del gioco.